# Moorausbruch von Derrybrien
Der Moorausbruch von Derrybrien war ein Moorausbruch, der im Oktober 2003 in der Nähe von Derrybrien (irisch Daraidh Braoin) im irischen County Galway eine größere Landfläche zerstörte.
Beim Bau eines Windparks auf einem Hochmoor wurde am 16. Oktober 2003 beim Aushub einer Fundamentgrube eines Windrades ein Moorausbruch ausgelöst. Dabei lösten sich etwa 450.000 m³ Moor und flossen in südöstlicher Richtung einen Abhang hinunter. Die Lawine entwurzelte zahlreiche Bäume eines etwa 30 Jahre alten Forstbestandes und folgte für etwa 2,5 Kilometer dem Lauf eines Baches. Sie umfloss ein altes Bauernhaus, walzte jedoch mehrere Steingebäude in ihrem Verlauf nieder und kam schließlich zur Ruhe. In den darauf folgenden Tagen wurde das Moor durch schwere Regenfälle wieder verflüssigt und geriet erneut in Bewegung. Vom 29. bis 30. Oktober ergoss es sich bis in den Fluss Owendalulleegh (Abhainn Dá Loilíoch), wo es bis in das 22 Kilometer entfernte Naturschutzgebiet Lough Cutra (Loch Cútra) geschwemmt wurde und die dortige Trinkwasserentnahmestelle der Stadt Gort bedrohte. Das in das Flusswasser eingetragene Moor reduzierte den Sauerstoffgehalt des Wassers, wodurch nach Schätzungen der örtlichen Fischereibehörde etwa 50.000 – 100.000 Fische umgekommen sind. Nach dem erdrutschartigen Moorausbruch musste der Bau des Windparks eingestellt werden. Aufgrund dieses Ereignisses wurde Irland im Juli 2008 vom Europäischen Gerichtshof für die mangelhafte Umsetzung der Umweltschutzvorschriften verklagt.